# Kosovo ai XVII Giochi paralimpici estivi
Il Kosovo ha partecipato ai XVII Giochi paralimpici estivi che si sono svolti a Parigi in Francia, dal 28 agosto all'8 settembre 2024, con una delegazione di un atleta uomo, che ha gareggiato in una disciplina. Questa è stata la prima partecipazione di Kosovo ai Giochi paralimpici.

## Atletica leggera
Fonte:
| Atleta         | Evento                        | Finale    | Finale    |
| Atleta         | Evento                        | Risultato | Posizione |
| -------------- | ----------------------------- | --------- | --------- |
| Grevist Bytyci | 1500 metri piani T46 maschili | 4'32"88   | 15°       |